# テウメーッソスの狐
テウメーッソスの狐（テウメーッソスのきつね、古希: ἀλώπηξ Τευμησσία）は、ギリシア神話に登場する牝の狐の怪物である。長母音を省略してテウメッソスの狐、テウメソスの狐、あるいはテウメッサの狐とも表記される。
この怪物はボイオーティア地方のテーバイの北東のテウメーッソス（テウメッサとも）に棲み、頻繁にカドメイアに出没し、多くの人間の子供を襲って食い殺した。ところがこの狐は何者にも捕まらない運命だったので、テーバイの人々は狐を捕まえることができず、被害を抑えるために毎月1人の子供を狐に生贄として捧げていた。
一説によると、この狐はディオニューソスがテーバイに災いをもたらすために育てた怪物だった。
アムピトリュオーンはタポス王プテレラーオスと戦うため、テーバイの王クレオーンに協力を求めたが、クレオーンはテウメーッソスの狐を退治することを協力の条件とした。そこでアムピトリュオーンはアテーナイのトリコスに行き、ケパロスに協力を求めた。というのはケパロスの持つ猟犬ライラプスはどんな獲物でも逃がさないという運命にあったからである。アムピトリュオーンはタポスとの戦争で得られるであろう戦利品と引き換えにライラプスをテーバイに連れて来て、狐狩りを行った。しかし狐が捕まることも、ライラプスが獲物を取り逃がすことも運命に反していたので、ゼウスは両者を石に変えてしまったという。